# Boudin d'herbes
Pour les articles homonymes, voir Boudin.
Le boudin d'herbes est une spécialité culinaire du Forez et plus précisément du secteur Boën-sur-Lignon - Noirétable - Saint-Georges-en-Couzan. Sa particularité tient dans sa composition qui donne une large place aux légumes et aux herbes, à côté du gras de porc et d'un peu de sang pour lier l'ensemble.

## Historique
Dans les fermes, les femmes préparaient ce boudin après l’abattage du porc par les hommes,.

## Composition
Dans la famille des boudins, le boudin d'herbes occupe une place à part, car s'il y a du sang et du gras de porc comme dans le boudin noir, le sang ne sert qu'à lier les ingrédients ensemble, et principalement les légumes et herbes qui peuvent représenter plus des 2/3 de la composition : chou cabus et ciboule mais aussi épinards, vert de poireau, persil, cerfeuil,,. La ciboulette peut remplacer la ciboule mais, dans les deux cas, la quantité de cette herbe doit être importante.

## Préparation
Les légumes crus, les herbes et le gras de porc sont hachés ensemble, assaisonnés de sel et de poivre, mêlés au sang, puis embossés dans un boyau de porc ou de bœuf,. Cuisson à feu très doux, de 45 min à 1 heure, pour éviter l’éclatement du boyau.

## Consommation
Ce boudin, dont la tranche est verdâtre, possède une saveur oignonnée et échalotée en raison de la ciboule, fortement présente. Après l'avoir fait réchauffer une vingtaine de minutes à l’eau frémissante, il se mange accompagné de pommes de terre ou de légumes d'automne.

## Promotion
Depuis 1965, le boudin d'herbes et le boudin pâtissier sont mis à l'honneur chaque week-end du 11 novembre à l'occasion des Journées du boudin à Boën-sur-Lignon,.